# 신안튤립축제
신안튤립축제는 전라남도 신안군에서 개최하는 축전이다. 2008년부터 개최하고 있다.